# Tricholoba immodica
Tricholoba immodica är en fjärilsart som beskrevs av Embrik Strand 1911. Tricholoba immodica ingår i släktet Tricholoba och familjen tandspinnare. Inga underarter finns listade i Catalogue of Life.